# Carl Ferdinand Langhans

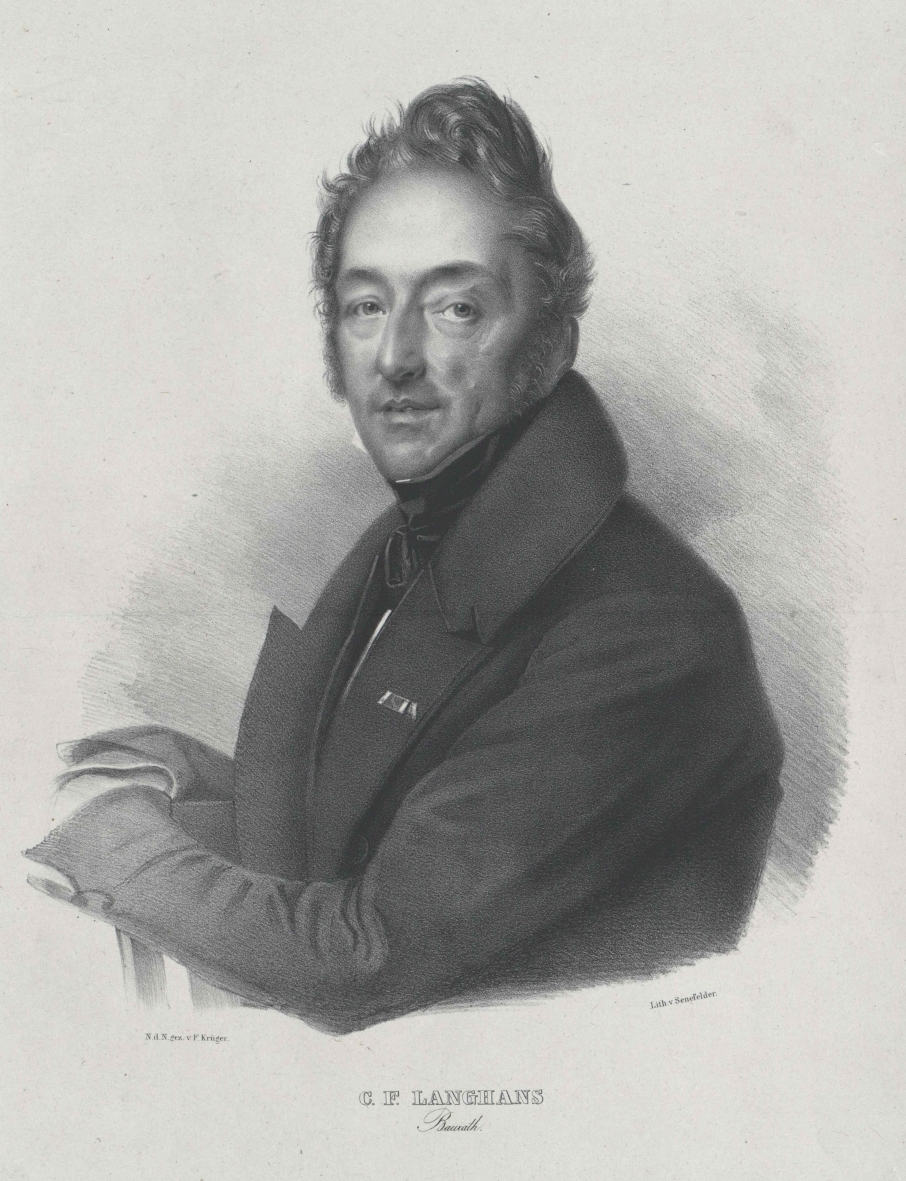
Carl Ferdinand Langhans

Ehrengrab von Carl Ferdinand Langhans in Berlin-Kreuzberg

Carl Ferdinand Langhans (* 14. Januar 1781 in Breslau; † 22. November 1869 in Berlin) war ein deutscher Architekt.

## Leben
Langhans wurde als Sohn des Architekten Carl Gotthard Langhans geboren. Wie schon sein Vater zeichnete er sich u. a. als Theaterbaumeister aus. Ausgebildet wurde er von seinem Vater sowie an der Berliner Bauakademie, u. a. bei Friedrich Gilly. 1797 trat er als Baukondukteur in den Dienst des Berliner Oberhofbauamtes. Infolge der Kriegswirren wurde er 1806 als Oberhofbauinspektor auf Wartegeld gesetzt und nahm seinen Abschied. Danach reiste er nach Italien und war auch kurzzeitig in Wien am Theater an der Wien tätig. Nach dem Tod des Vaters 1808 kehrte er nach Breslau zurück. Als Privatarchitekt entwarf er Lampen, Kaffeemaschinen, gemeinsam mit August Kopisch ein Pleorama des Golfs von Neapel und konstruierte und erprobte eine Frühform des Tretrollers mit zwei Hinterrädern. Ab 1819 Königlicher Baurat, wurde er in den 1820er Jahren zu einem gefragten Architekten, der in den folgenden Jahrzehnten fast die gesamten wichtigsten Bauvorhaben in Schlesien realisierte. Ab 1834 war er in Berlin wohnhaft. 1844 wurde er schließlich in Berlin zum Oberbaurat ernannt.
Seine Hauptwerke in der Übergangszeit vom Klassizismus zum Historismus sind das Berliner Alte Palais (1834–1837), der Neubau des als Krolloper bekannt gewordenen Berliner Vergnügungskomplexes und Opernhauses (1844, gemeinsam mit Ludwig Persius und Eduard Knoblauch), Theatergebäude in Liegnitz (1841/42), Dessau (Wiederaufbau nach Brand, 1855/56) und Stettin (1846–1849) sowie das Neue Theater in Leipzig (1865–1868). Außerdem entwarf Langhans nach der Brandkatastrophe 1843 den Neubau der von Georg Wenzeslaus von Knobelsdorff (mit späterem Zuschauer- und Bühnenraum von Carl Gotthard Langhans) geschaffenen Staatsoper Unter den Linden in Berlin (1844 wieder eröffnet). In seiner Geburtsstadt Breslau stehen heute noch das Stadttheater (1838–1841, heute Opernhaus), die Elftausend-Jungfrauen-Kirche (1821–1823) im Breslauer Elbing, die im Auftrage des Verlegers Johann Gottlieb Korn (1765–1837) erbaute und am 30. September 1824 geweihte Marienkapelle im Stadtteil Oswitz (1822–1824), die Alte Börse am Salzring (1822–1824) sowie die Synagoge Zum Weißen Storch (1826–1829).
Stilistisch steht sein Frühwerk in der Nachfolge des schon vom Vater gepflegten palladianischem Klassizismus. Als Vorbilder nennt er Michelangelo, Palladio und Serlio, aber auch die Werke der griechischen und römischen Antike. Er zeigt sich jedoch auch von schlesischer Barockmanier, der zeitgenössischen Baukunst seines Kommilitonen Karl Friedrich Schinkel und von Dekorationen im Empirestil beeinflusst.
Er trat auch als Architekturtheoretiker in Erscheinung: 1810 veröffentlichte er „Über Theater oder Bemerkungen über Katakustik in Bezug auf Theater“, eine Theorie über die Raumakustik in Theatersälen.
Carl Ferdinand Langhans war seit 1817 in Breslau mit Juliane Selle († 1828) und seit 1857 in Berlin mit Henriette Winkel (1833–1916) verheiratet gewesen. Er starb 1869 im Alter von 88 Jahren kinderlos in Berlin.

## Gedenken
Beigesetzt wurde Carl Ferdinand Langhans auf dem Friedhof III der Jerusalems- und Neuen Kirche vor dem Halleschen Tor. Als Grabstein dient ein mehrfach gesockelter Cippus, in dessen Vorderseite ein bronzenes Reliefmedaillon mit dem Porträt des Verstorbenen eingelassen ist, ein Werk des Bildhauers Franz Rosse.
In der Nähe zur Grabstätte wurde 2017 in einem umgewidmeten Mausoleum (Ruhestätte der Geschwister Massute) eine Gedenkstätte für Carl Gotthard Langhans (Vater) und Carl Ferdinand Langhans eingerichtet. Hier zeigt die Carl-Gotthard-Langhans-Gesellschaft Berlin eine Ausstellung zu Leben und Werk dieser beiden schlesisch-preußischen Architekten und veranstaltet Vorträge.
In diesem Zusammenhang wurde auf Beschluss des Berliner Senats die letzte Ruhestätte von Carl Ferdinand Langhans 2018 als Ehrengrab des Landes Berlin gewidmet. Die Widmung gilt für die übliche Frist von zwanzig Jahren, kann anschließend aber verlängert werden.

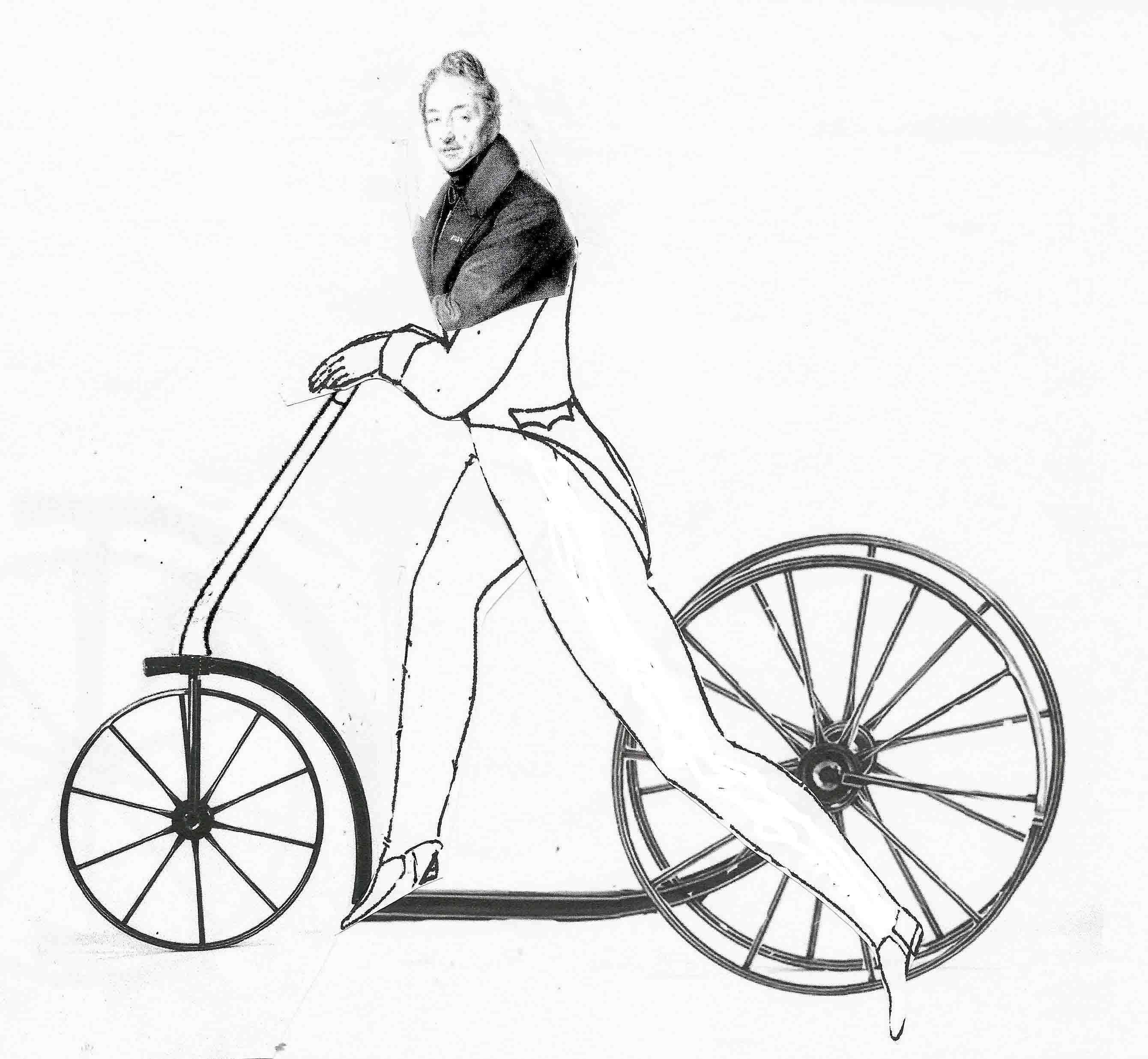
Tretroller, Breslau 1817, Rekonstruktion von H. E. Lessing, 2019
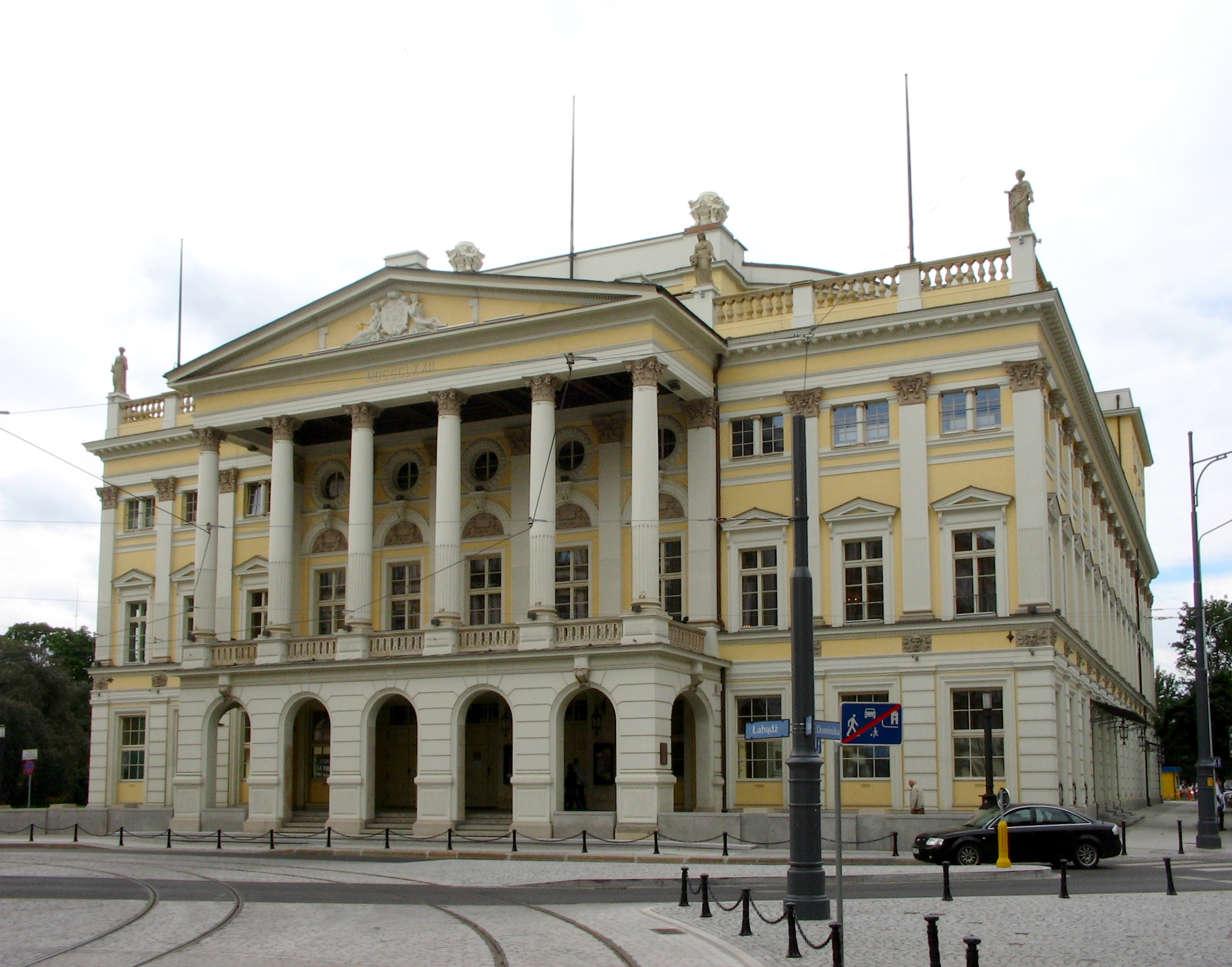
Opernhaus Breslau
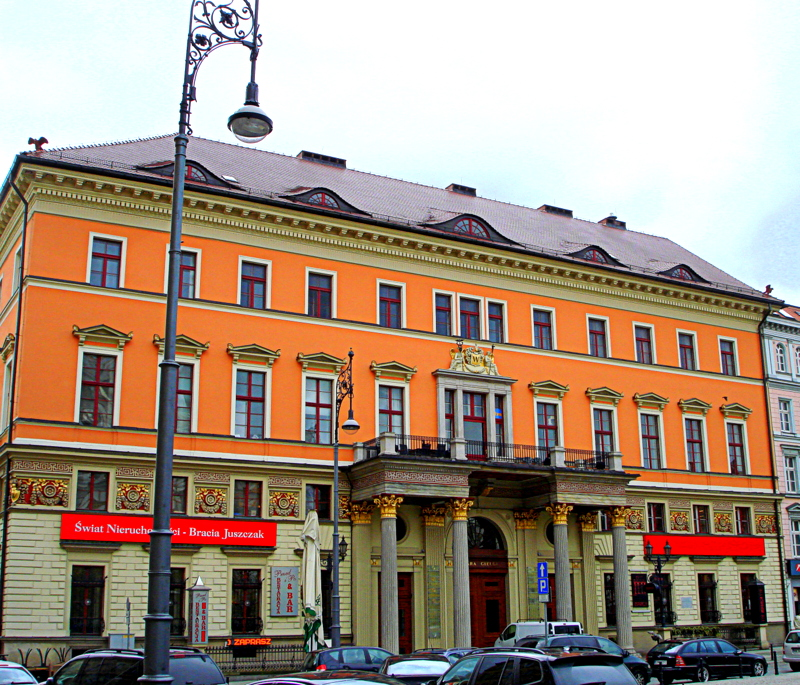
Alte Börse Breslau
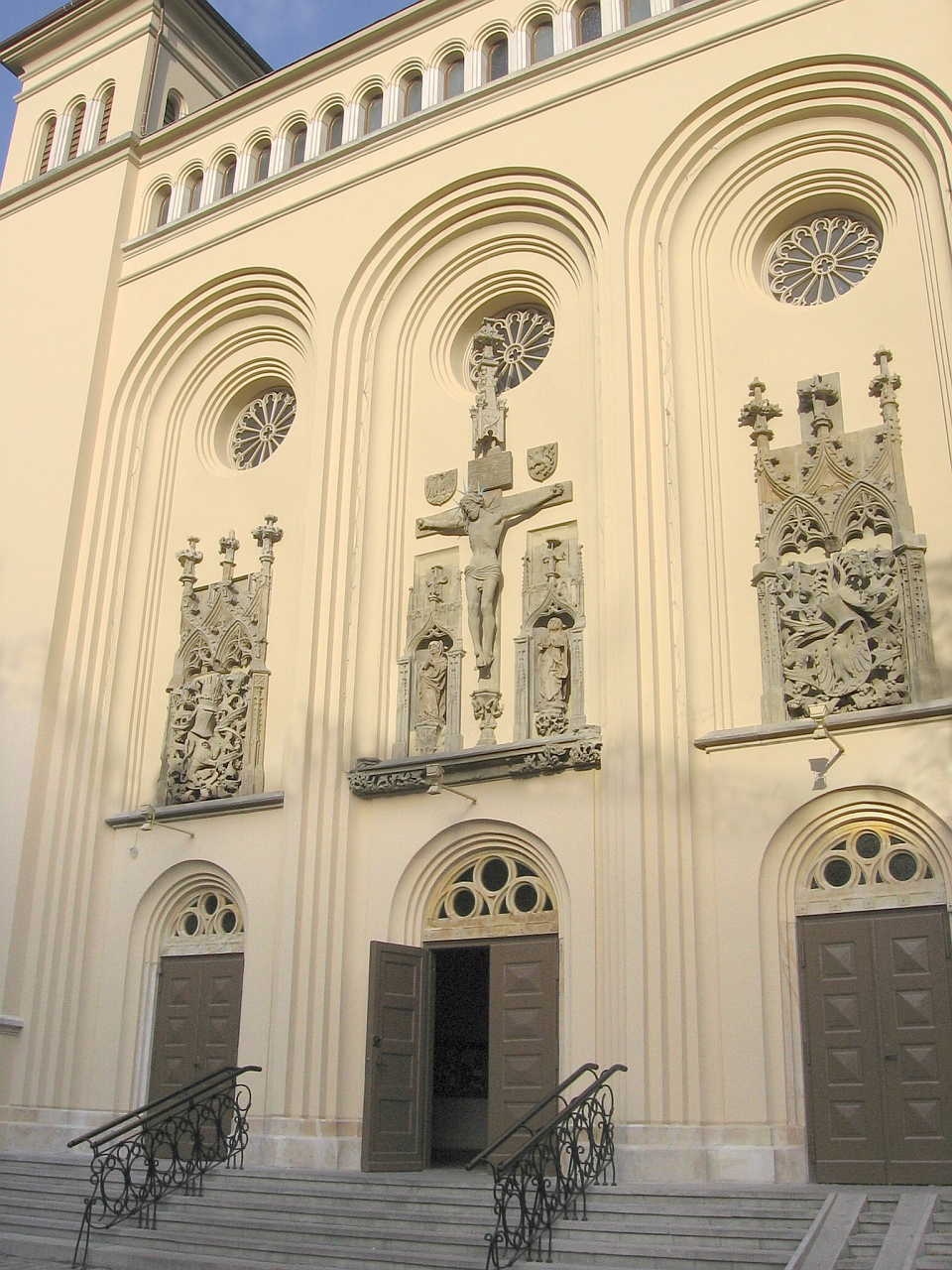
Elftausend-Jungfrauen-Kirche Breslau
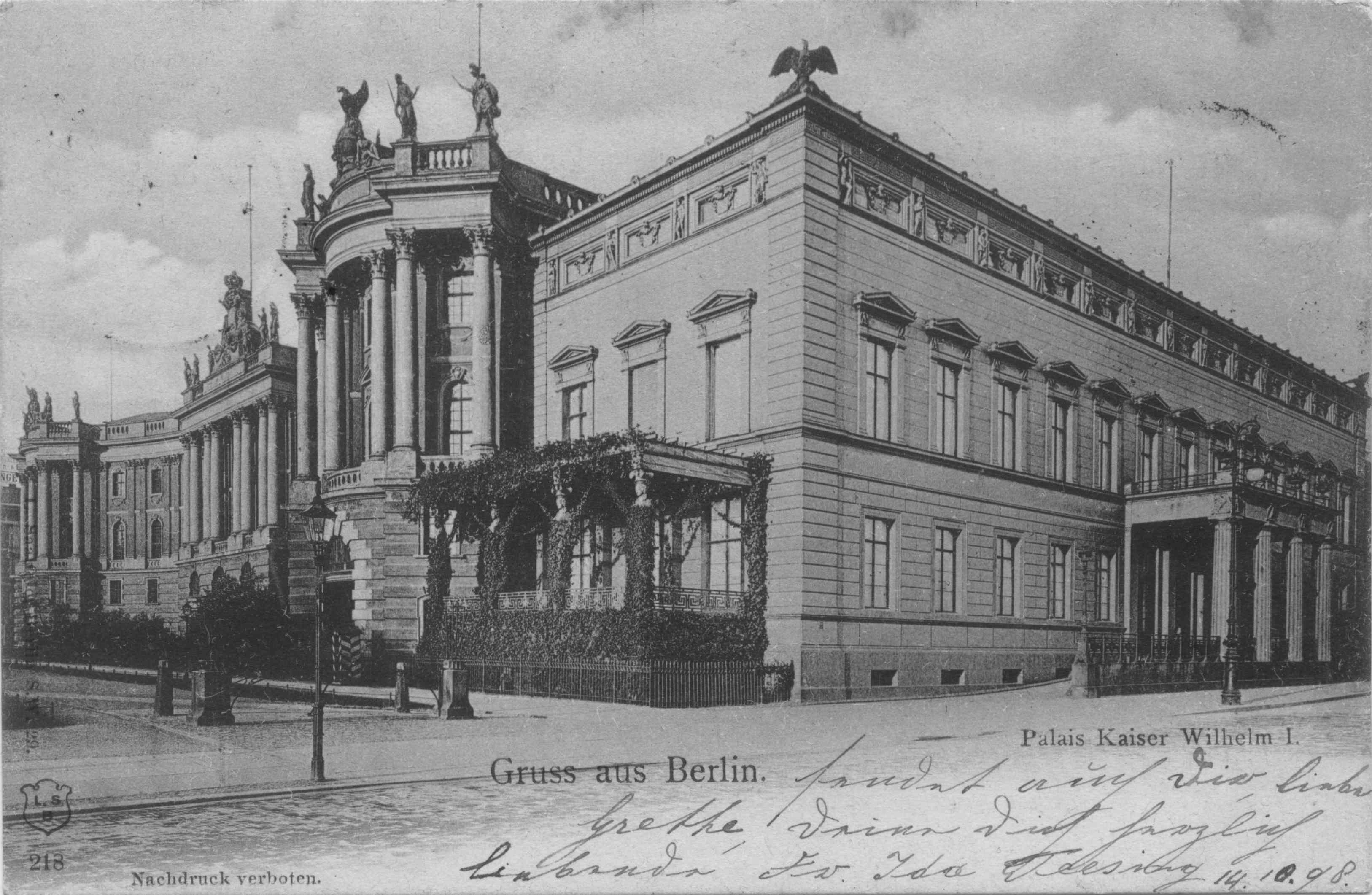
Altes Palais Berlin, Postkarte um 1900
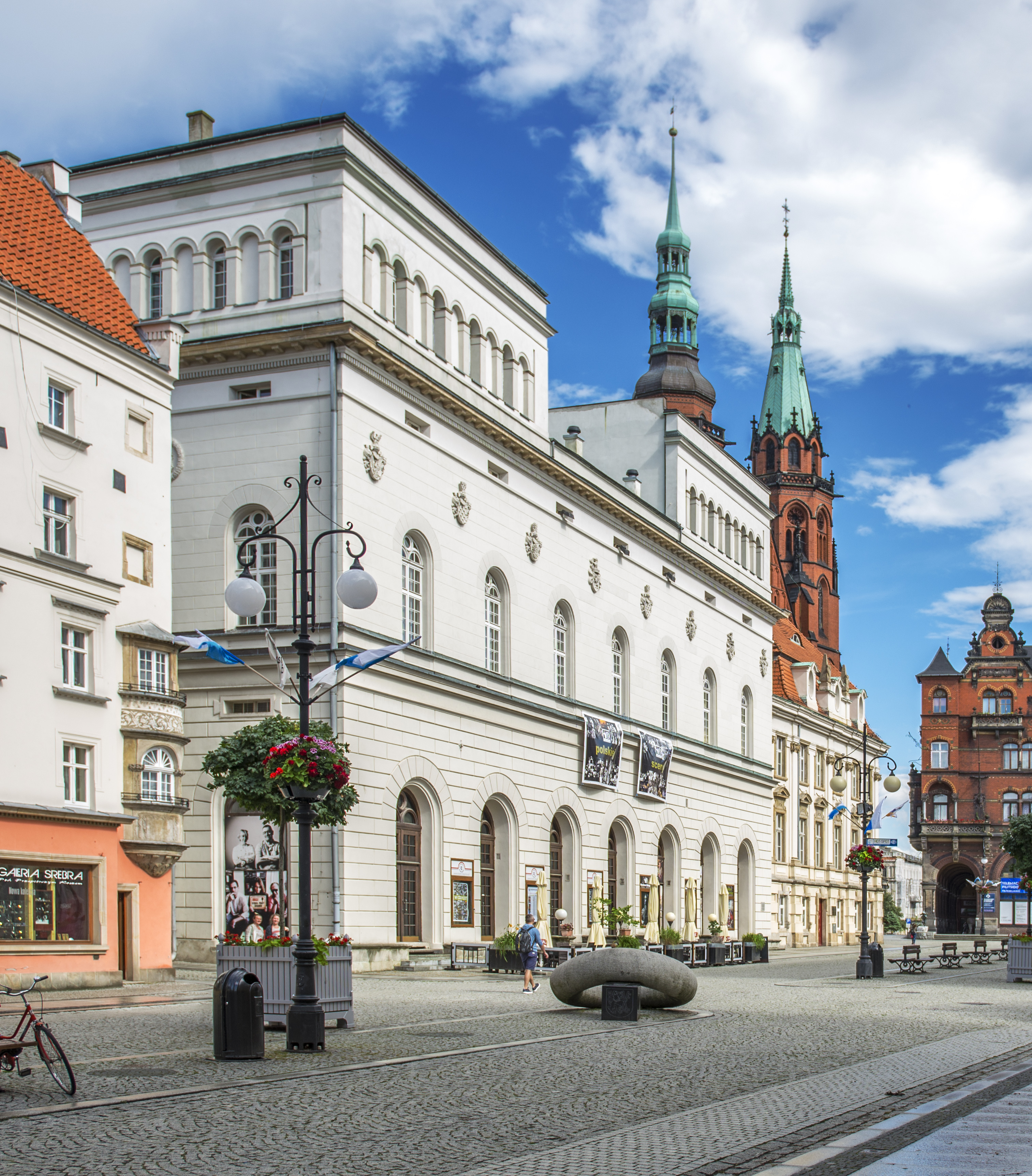
Stadttheater Liegnitz